# Triplă (fotbal)
Triplă este un termen din fotbal ce reprezintă câștigarea de către o echipă, a trei trofee într-un singur sezon.

## Tripla continentală
Un tip de triplă ce are loc când un club câștigă divizia superioară a campionatului țării sale și o competiție internă secundară majoră (Dublă), adițional câștigând și campionatul continental, toate trei într-un singur sezon. Aceasta a fost realizată pentru prima dată de către clubul brazilian Santos FC în anul 1962, când a cucerit Campeonato Paulista (liga statului), Taça Brasil (liga națională) și Copa Libertadores (turneul continental). Santos rămâne a fi unicul club sud-american ce a realizat tripla continentală.
De atunci, șapte echipe europene, șase africane, două nord-americane, două din Oceania și una asiatică au egalat performanța. În sezonul 1999, Raja Casablanca, de asemenea, a reușit „tripla continentală”, cucerind Liga Campionilor Africii, Supercupa Africii și Campionatul de Club Afro-Asian. În Europa, AFC Ajax a fost aproape de a-și apăra toate cele trei titluri cucerite, reușind să păstreze doar Eredivisie și Cupa Europei în 1973, dar suferind un eșec în KNVB Cup.
După câștigarea Finala Ligii Campionilor 2010, Inter a devenit al șaselea club din Europa, și primul din Italia, care câștigă tripla europeană, cucerind titlul în Serie A și Coppa Italia în același sezon. Această realizare îi aduce lui José Mourinho distincția unică de a fi primul antrenor care câștigă două triple europene (una fiind cu Cupa UEFA). A fost al doilea sezon consecutiv în care a fost realizată tripla europeană. Samuel Eto'o a jucat în a treia finală a Ligii Campionilor din cariera sa, și cu victoria lui Inter contra lui Bayern München, a devenit primul jucător care a câștigat două triple europene în sezoane consecutive.
| Echipa            | Țara                        | Confederația | Anul(ii)    | Titluri câștigate                                                     |
| ----------------- | --------------------------- | ------------ | ----------- | --------------------------------------------------------------------- |
| Santos            | Brazilia                    | CONMEBOL     | 1962[a]     | Campeonato Paulista, Taça Brasil, Copa Libertadores                   |
| Celtic            | Scoția                      | UEFA         | 1966–67[b]  | Prima Ligă Scoțiană, Cupa Scoției, Liga Campionilor                   |
| Ajax              | Olanda                      | UEFA         | 1971–72     | Eredivisie, KNVB Cup, Liga Campionilor                                |
| PSV               | Olanda                      | UEFA         | 1987–88     | Eredivisie, KNVB Cup, Liga Campionilor                                |
| Manchester United | Anglia                      | UEFA         | 1998–99     | Premier League, FA Cup, Liga Campionilor                              |
| Barcelona         | Spania                      | UEFA         | 2008–09     | La Liga, Copa del Rey, Liga Campionilor                               |
| Inter Milano      | Italia                      | UEFA         | 2009–10     | Serie A, Coppa Italia, Liga Campionilor                               |
| Bayern München    | Germania                    | UEFA         | 2012–13 [c] | Bundesliga, DFB-Pokal, Liga Campionilor                               |
| Cruz Azul         | Mexic                       | CONCACAF     | 1969        | Primera División de México, Copa México, Liga Campionilor CONCACAF    |
| Defence Force     | Trinidad și Tobago          | CONCACAF     | 1985        | TT Pro League, Cupa Trinidad și Tobago, Liga Campionilor CONCACAF     |
| Englebert         | Republica Democratică Congo | CAF          | 1967        | Linafoot, Coupe du Congo, African Cup of Champions                    |
| Vita Club         | Zair                        | CAF          | 1973        | Linafoot, Coupe du Congo, African Cup of Champions                    |
| MC Algiers        | Algeria                     | CAF          | 1976        | Algerian Championnat National, Algerian Cup, African Cup of Champions |
| Hearts of Oak     | Ghana                       | CAF          | 2000        | Ghana Premier League, Ghanaian FA Cup, Liga Campionilor CAF           |
| Al-Ahly           | Egipt                       | CAF          | 2006        | Egyptian League, Egyptian Soccer Cup, Liga Campionilor CAF            |
| Espérance         | Tunisia                     | CAF          | 2011        | Tunisian League, Tunisian President Cup, Liga Campionilor CAF         |
| Auckland City     | Noua Zeelandă               | OFC          | 2006        | NZFC Championship, NZFC Premiership, OFC Champions League             |
| Waitakere United  | Noua Zeelandă               | OFC          | 2008        | NZFC Championship, NZFC Premiership, OFC Champions League             |

- a Santos de asemenea a câștigat și Cupa Intercontinentală în acel sezon.
- b Celtic de asemenea a câștigat și Cupa Ligii Scoției și Cupa Glasgow în acel sezon.
- c Bayern München de asemenea a câștigat și Supercupa Germaniei în acel sezon.

## Triple naționale
Acest tip de triplă are loc când un club câștigă divizia superioară a țării plus alte două cel mai înalt cotate competiții secundare, toate într-un sezon. Multe țări nu au o competiție internă terță (cupa ligii), deci realizarea triplei interne e imposibilă. În Anglia tripla internă nu a fost niciodată realizată. 
| Echipa              | Țara              | Nr. de câștigări | Anii câștigării                                               | Titlurile câștigate                                                            |
| ------------------- | ----------------- | ---------------- | ------------------------------------------------------------- | ------------------------------------------------------------------------------ |
| Rangers             | Scoția            | 7                | 1948–49, 1963–64, 1975–76, 1977–78, 1992–93, 1998–99, 2002–03 | Scottish League, Cupa Scoției, Scottish League Cup                             |
| South China         | Hong Kong         | 4                | 1987, 1988, 1991, 2007                                        | Hong Kong League, Hong Kong Senior Shield, Hong Kong FA Cup                    |
| Orlando Pirates     | Africa de Sud     | 4                | 1973, 1975, 2011, 2012                                        | NPSL champions, Bob Save Super Bowl, BP Top Eight Cup                          |
| Shamrock Rovers     | Republica Irlanda | 3                | 1925, 1932, 1964                                              | League of Ireland, FAI Cup, League of Ireland Shield[b]                        |
| Celtic              | Scoția            | 3                | 1966–67, 1968–69, 2000–01                                     | Scottish League, Scottish Cup, Scottish League Cup                             |
| Bayern München      | Germania          | 3                | 1999–2000, 2004–05, 2007–08                                   | Bundesliga, DFB-Pokal, DFB Ligapokal                                           |
| Linfield            | Irlanda de Nord   | 3                | 1994, 2006,[c] 2008                                           | Irish Premier League, Irish Cup, Irish League Cup                              |
| Nissan Motors       | Japonia           | 2                | 1988, 1989                                                    | Japan Soccer League, Emperor's Cup, JSL Cup                                    |
| Kedah               | Malaysia          | 2                | 2007, 2008                                                    | Malaysian Super League, Malaysia Cup, Malaysian FA Cup                         |
| Bohemians           | Irlanda           | 1                | 1928                                                          | League of Ireland, FAI Cup, League of Ireland Shield[b]                        |
| Fall River Marksmen | USA               | 1                | 1930                                                          | American Soccer League, National Challenge Cup, Lewis Cup                      |
| Brookhattan         | USA               | 1                | 1945                                                          | American Soccer League, National Challenge Cup, Lewis Cup                      |
| Toronto Croatia     | Canada            | 1                | 1971                                                          | NSL Cup, NSL Regular Season Champion, NSL Playoff Champion                     |
| Mitsubishi Motors   | Japonia           | 1                | 1978                                                          | Japan Soccer League, Emperor's Cup, JSL Cup                                    |
| Servette            | Elveția           | 1                | 1978–79                                                       | Nationalliga A, Swiss Cup, Swiss League Cup                                    |
| Levski Sofia        | Bulgaria          | 1                | 1984                                                          | A PFG, Bulgarian Cup, Cup of the Soviet Army                                   |
| CSKA Sofia          | Bulgaria          | 1                | 1989                                                          | A PFG, Bulgarian Cup, Cup of the Soviet Army                                   |
| Derry City          | Irlanda           | 1                | 1989                                                          | League of Ireland, FAI Cup, League of Ireland Cup                              |
| Legia Varșovia      | Polonia           | 1                | 1993–94                                                       | Ekstraklasa, Polish Cup, Polish SuperCup                                       |
| Melbourne Knights   | Australia         | 1                | 1994–95                                                       | NSL Cup, NSL Minor Premiership, NSL Grand Final                                |
| Barry Town          | Țara Galilor      | 1                | 1996–97                                                       | League of Wales, Welsh Cup, Welsh League Cup                                   |
| Kashima Antlers     | Japonia           | 1                | 2000                                                          | J. League, Emperor's Cup, J. League Cup                                        |
| Cruzeiro            | Brazilia          | 1                | 2003                                                          | Campeonato Mineiro, Copa do Brasil, Campeonato Brasileiro Série A              |
| Rhyl                | Țara Galilor      | 1                | 2003–04                                                       | Welsh Premier League, Welsh Cup, Welsh League Cup                              |
| Al-Hilal            | Arabia Saudită    | 1                | 2005                                                          | Saudi Premier League, Crown Prince Cup, Federation Cup                         |
| Brøndby IF          | Danemarca         | 1                | 2005                                                          | Danish Superliga, Danish Cup, Danish League Cup                                |
| Sun Hei             | Hong Kong         | 1                | 2005[d]                                                       | Hong Kong League, Hong Kong Senior Shield, Hong Kong FA Cup                    |
| Al-Sadd             | Qatar             | 1                | 2007                                                          | Qatari League, Emir of Qatar Cup, Qatar Crown Prince Cup                       |
| Melbourne Victory   | Australia         | 1                | 2008-09                                                       | A-League Pre-Season Challenge Cup, A-League Premiership, A-League Championship |
| CFR Cluj            | România           | 1                | 2009–10                                                       | Liga I, Cupa României, Supercupa României                                      |
| Debreceni VSC       | Ungaria           | 1                | 2009–10                                                       | Nemzeti Bajnokság I, Magyar Kupa, Ligakupa                                     |
| Orlando Pirates     | RAS               | 1                | 2010-11                                                       | Premier Soccer League, MTN 8, Nedbank Cup                                      |
| Buriram PEA         | Tailanda          | 1                | 2011                                                          | Thai Premier League, Thai FA Cup, Thai League Cup                              |
| Kitchee             | Hong Kong         | 1                | 2012                                                          | Hong Kong League, Hong Kong League Cup, Hong Kong FA Cup                       |
| Kelantan            | Malaysia          | 1                | 2012                                                          | Malaysian Super League, Malaysia Cup, Malaysian FA Cup                         |
| FCSB                | România           | 1                | 2014-2015                                                     | Liga I, Cupa României, Cupa Ligii                                              |

- b1b2 - The League of Ireland Shield was the forerunner to the League of Ireland Cup.
- c - Linfield's 2006 treble was part of a  domestic quadruple.  That season they also won the County Antrim Shield.
- d - Sun Hei's treble was part of a  domestic quadruple.  That season they also won the Hong Kong League Cup.

## Vezi și
- Dublă (fotbal)